# Église Notre-Dame de Surgères
L'église Notre-Dame est une église de style roman saintongeais située à Surgères en Aunis, dans le département français de la Charente-Maritime en région Nouvelle-Aquitaine.
L'église Notre-Dame fait l'objet d'un classement au titre des monuments historiques depuis 1862.

## Historique
L'église Notre-Dame de Surgères est construite en style roman, au XIe siècle.
Le clocher et la nef sont détruits durant la Guerre de Cent Ans. En 1899, le clocher, frappé par la foudre, est reconstruit plus haut qu'à l'origine.

## Description

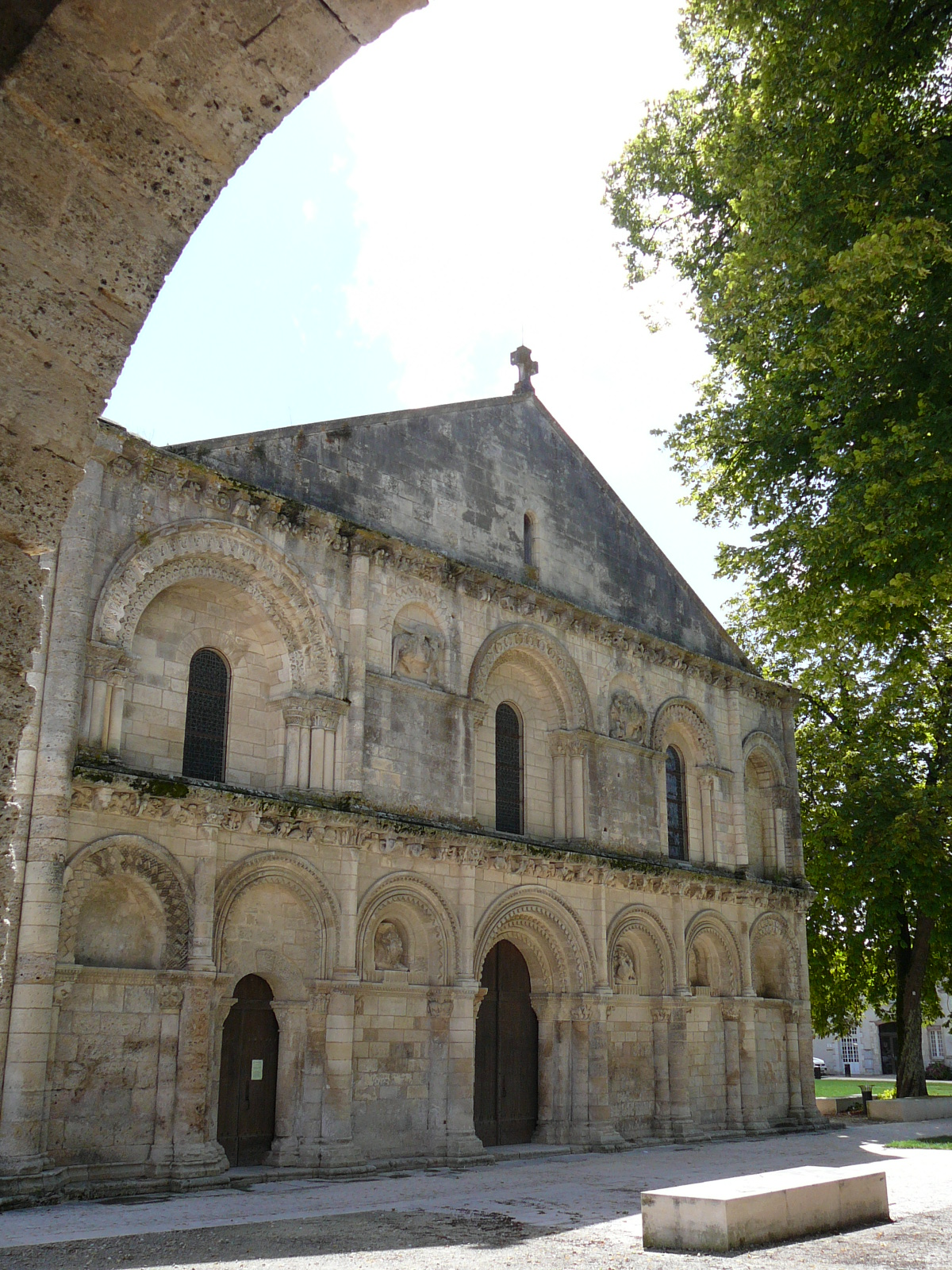
L'église Notre-Dame, façade de l'entrée principale.

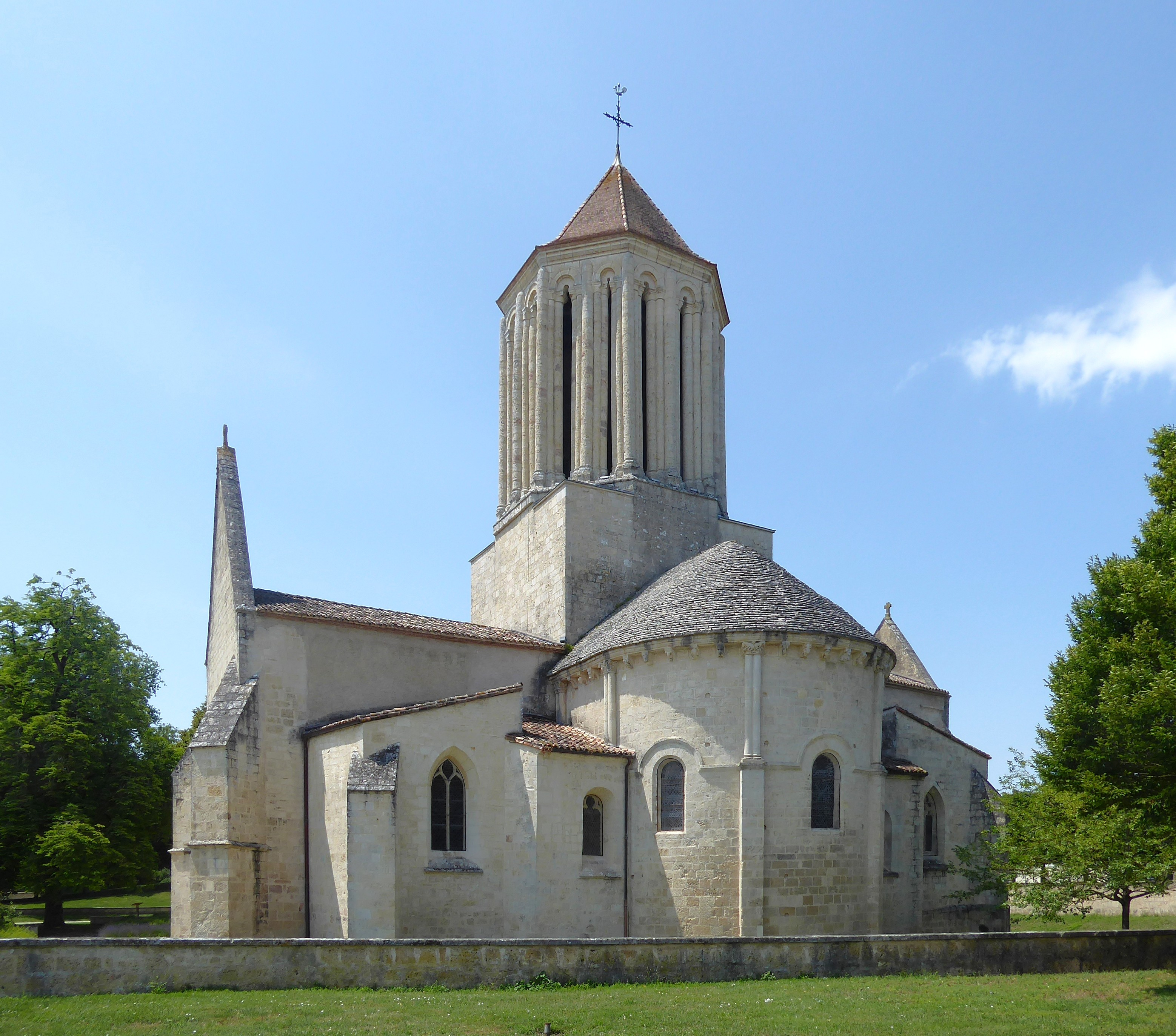
Chevet, clocher restauré en 1899.

### Extérieur
Située à l'intérieur de l'enceinte féodale qui lui fait écrin, l'église Notre-Dame s'impose par l'ampleur de sa façade de 23 mètres de longueur. Cet étonnant frontispice est constitué de lignes horizontales, marquées par deux corniches qui se prolongent jusque sur les contreforts constitués de faisceaux de colonnes impressionnants.
La répétition de portails aveugles, avec tympans délimités par un cordon, accentue ces lignes horizontales d'autant plus que la façade est peu structurée verticalement, la plupart des travées du rez-de-chaussée n'ayant pas leur correspondant à l'étage.

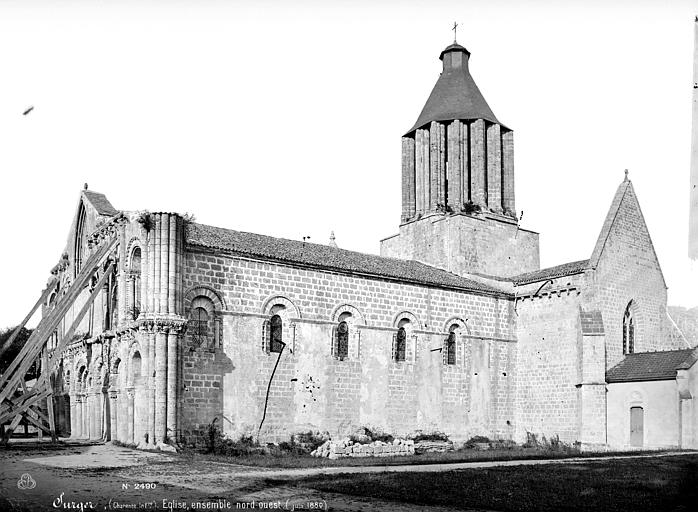
Le clocher et la façade avant restauration. Séraphin-Médéric Mieusement, 1880.

La restauration hardie du XIXe siècle ne doit pas faire oublier la qualité d'inspiration des modillons et des métopes : zodiaque détaillé, atlantes, acrobates, musiciens, montreurs d'ours, lions, griffons, basilics, singes, éléphants, sirènes…
La luxuriance du décor se retrouve sur les voussures : dents de scies, rondins, besants, pointes de diamant. Elle se retrouve aussi sur les cordons qui sont des moulures décoratives où pas moins de 116 petits personnages portant une grosse liane sont entremêlés aux rinceaux.
À l'étage, seule l'arcade de droite correspond exactement à celle qu'elle surmonte ; à gauche, une ample baie en plein cintre à deux voussures correspond à deux arcades du rez-de-chaussée.
La fenêtre centrale, qui remplace depuis la fin du XIXe siècle une ample baie gothique percée vers le XVe siècle, est encadrée de deux hauts-reliefs figurant des cavaliers dans lesquels il est possible de voir les fondateurs de l'église : Hugues de Surgères et Geoffroy de Vendôme… à moins que ce ne soit l'empereur Constantin dont le pied du cheval foulerait l'hérésie, ou le Christ triomphant de la mort et du mal, ou encore Guillaume d'Aquitaine, suzerain des comtes de Surgères.
Le clocher est une curieuse tour octogonale dont les hautes baies, très étroites, encadrées chacune de deux fines colonnes, donnent à l'ensemble l'apparence d'orgues colossales. Le clocher abrite quatre cloches, dont une daterait du XVIIIe siècle. Elle est classée et pèse 420 kg.

Restauration de la façade ouest en 1890
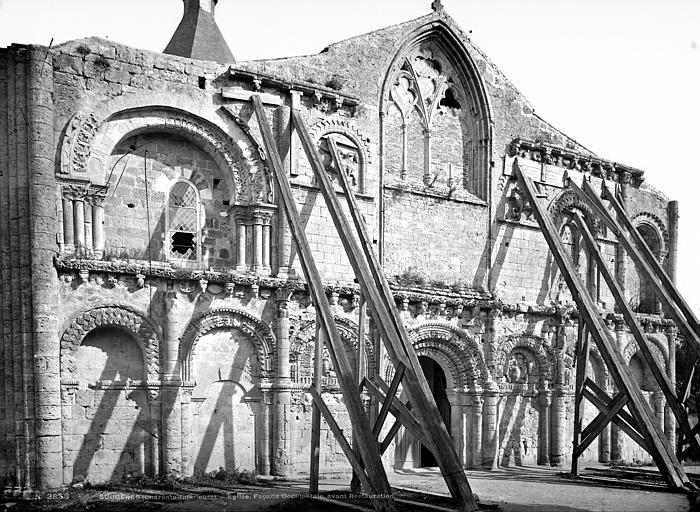
Façade avec la baie gothique du XVe siècle. Séraphin-Médéric Mieusement, avant 1890.
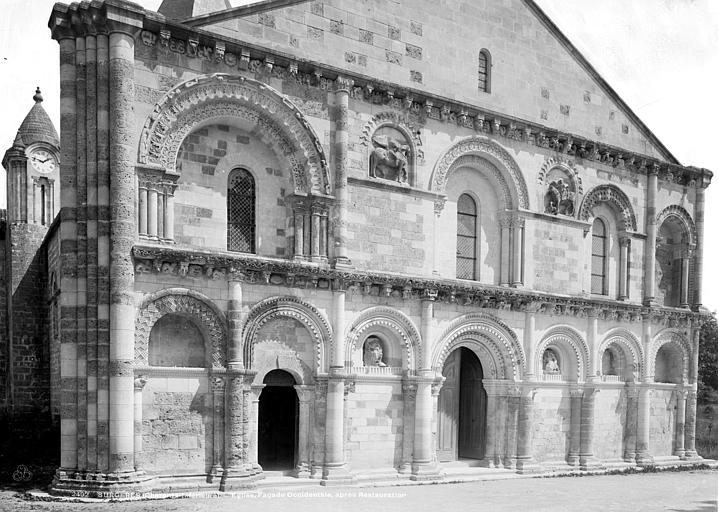
La façade restaurée, avec un fronton et une fenêtre de style roman. Séraphin-Médéric Mieusement, 1890.

### Intérieur
Trois nefs sont séparées par des piliers rectangulaires aux angles abattus et sont composées de quatre travées qui, depuis les XVe – XVIe siècles, remplacent les six travées de style roman d'origine correspondant aux fenêtres latérales.
Ces rangées d'arcades en tiers-point, simplement chanfreinées, portent directement la charpente. Sur les piliers du côté sud, à hauteur d'imposte, il est possible d'admirer de délicates sculptures figurant une sirène et des personnages dans des postures acrobatiques.

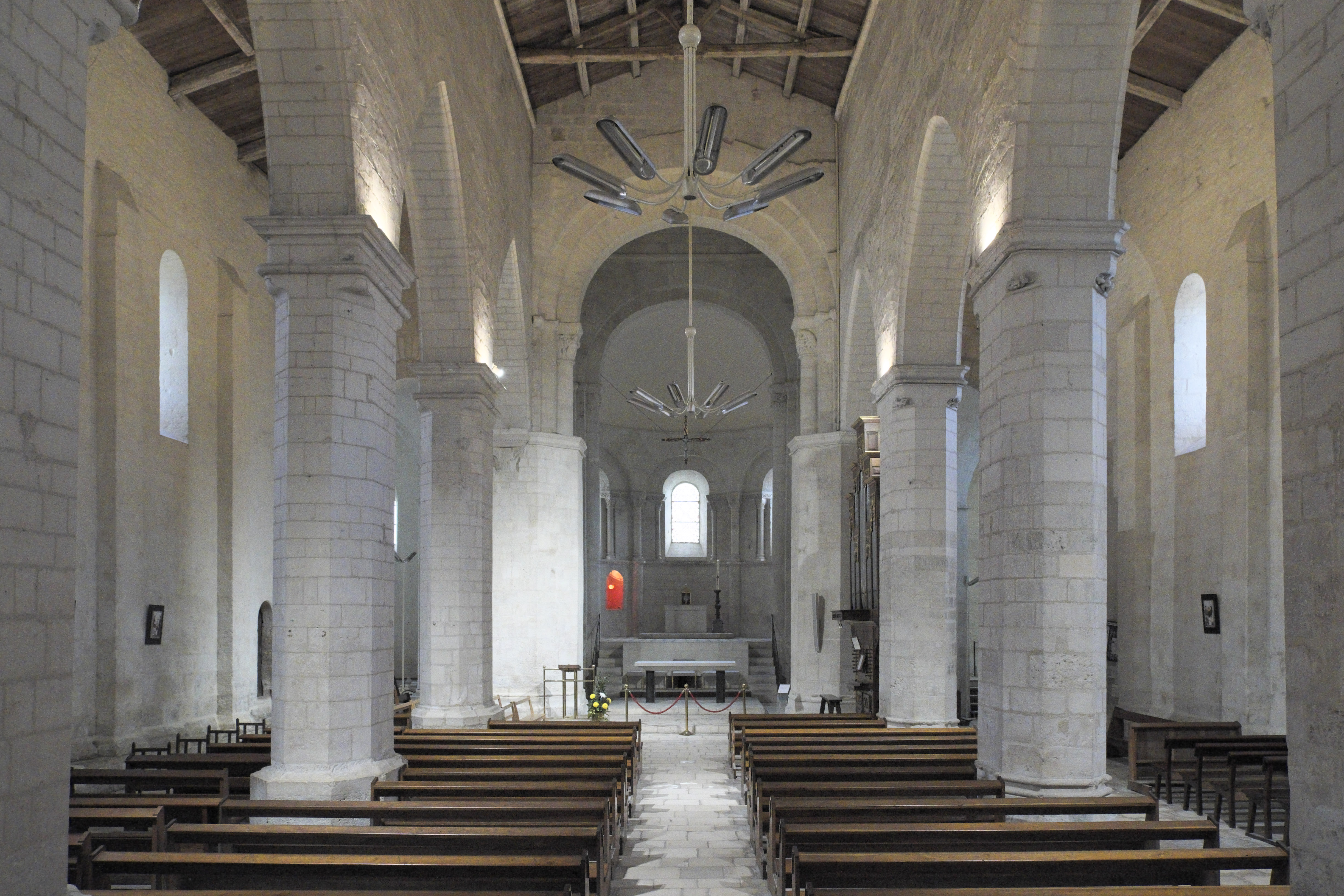
Nef et abside de l'église

Une coupole sur trompes recouvre la croisée du transept et la travée du clocher. Les piles occidentales de la croisée sont puissamment chemisées d'importants massifs octogonaux de maçonnerie ajoutés au XVe siècle. Au sommet de ces piles, de beaux chapiteaux : du côté nord, trois personnages pourvus d'attributs où l'on peut reconnaître les archanges Saint Michel, Saint Raphaël et Saint Gabriel ; leur font face, côté sud, des figures léonines dressées sur leur séant parmi des entrelacs perlés.
Les bras du transept sont remaniés au XVe siècle et les absidioles romanes, dont on peut voir les bases, laissent place à des chapelles rectangulaires de style gothique. Au mur du fond du transept nord est adossé un retable Louis XIII.
Le sanctuaire contraste par sa richesse avec la sobriété extérieure de l'abside. Ses baies à colonnettes s'ouvrent dans une ample arcature dont les tailloirs des chapiteaux se prolongent en une frise très fouillée.
Sous l'appui des fenêtres, court un autre bandeau orné de palmettes d'acanthe. La plupart des chapiteaux du chœur s'ornent de motifs végétaux. Ceux de la fenêtre d'axe montrent un personnage lié par deux démons, auxquels fait face un autre, encensé par deux anges : une représentation de l'Enfer et du Ciel. Sur un autre, des lions affrontés se retournent pour mordre l'extrémité de leur queues enlacées. À l'extérieur, le sobre volume de l'abside s'achève par une riche corniche à modillons et à métopes où se voit un répertoire animalier plein de fantaisie.
Cette abside est construite sur une crypte où quatre gros arcs doubleaux surbaissés reposent sur un pilier central. Sur les voûtes, d'anciennes peintures remontent au XVIe siècle. Elles ont été restaurées en 2003. Elles représentent des anges sonnant de la trompette et évoquent le Jugement Dernier.
Sous la crypte existe un caveau-sépulture qui a été violé lors de la Révolution. Il abritait, jusqu'à cette époque, les sépultures des seigneurs de Surgères.
L'église est dotée d'un mobilier liturgique moderne avec un autel et sa croix d'émaux suspendue, le tabernacle, un ambon, des luminaires, des sièges et des vitraux. L'orgue, installé en 1982, est un instrument de facture espagnole baroque avec un buffet de style XVIe – XVIIe siècle.

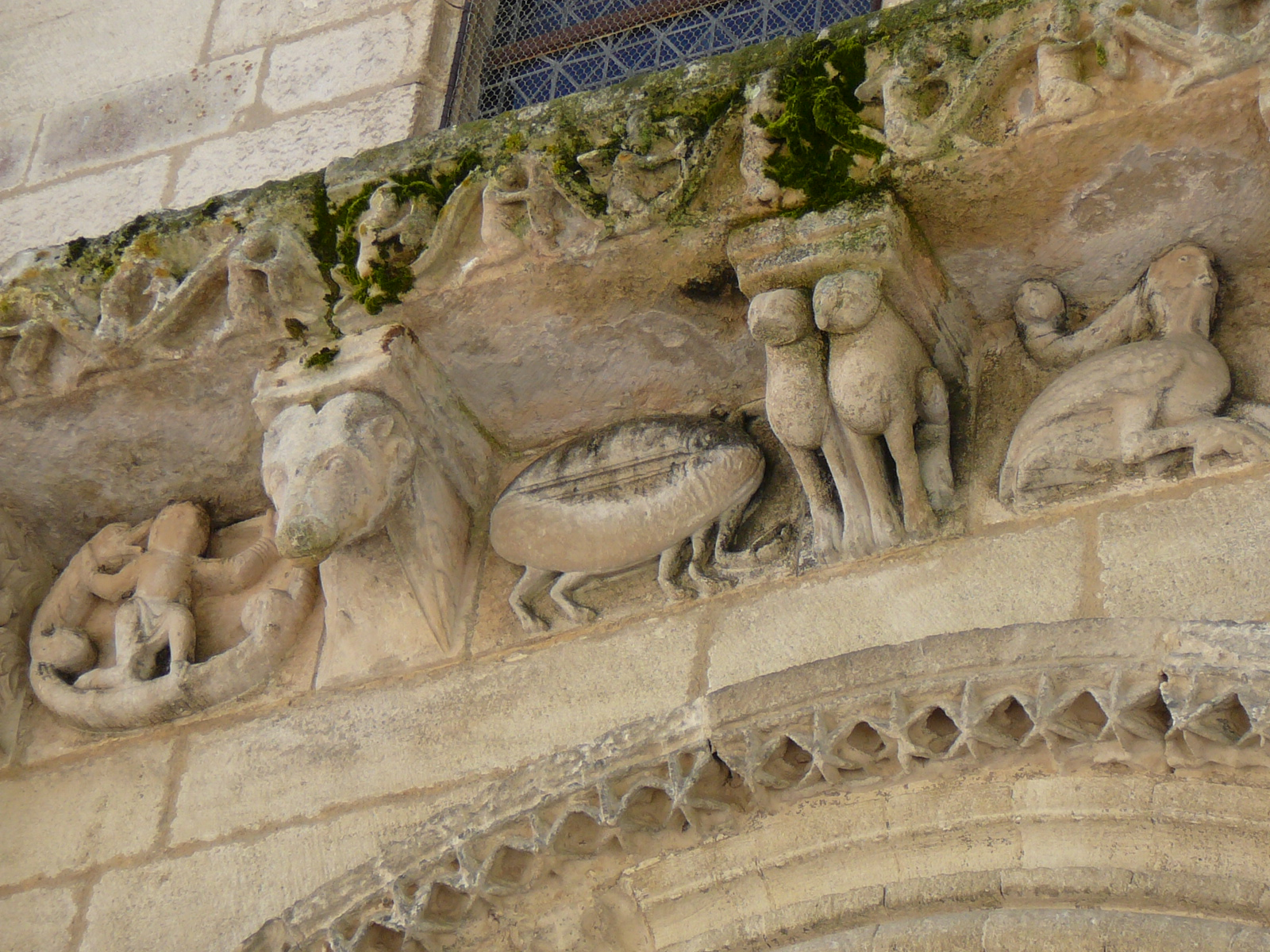
Église Notre-Dame, détail.
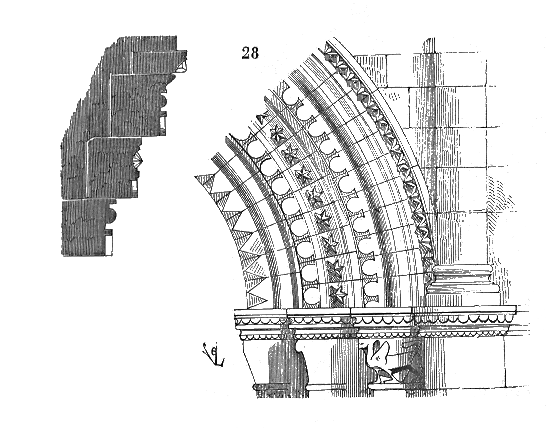
Église Notre-Dame, dessin d'une archivolte.
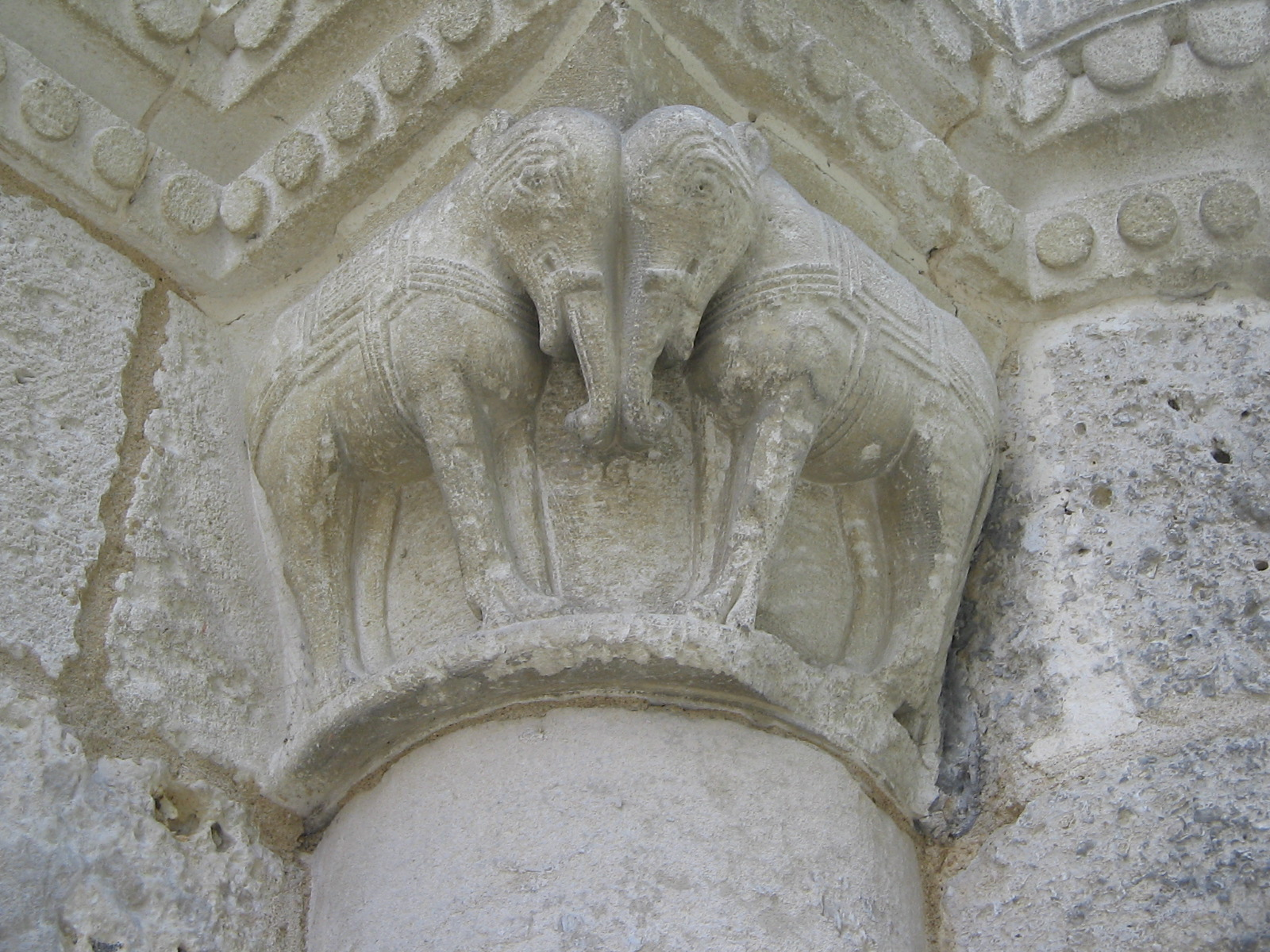
Éléphants sur un chapiteau de l'église de Surgères.
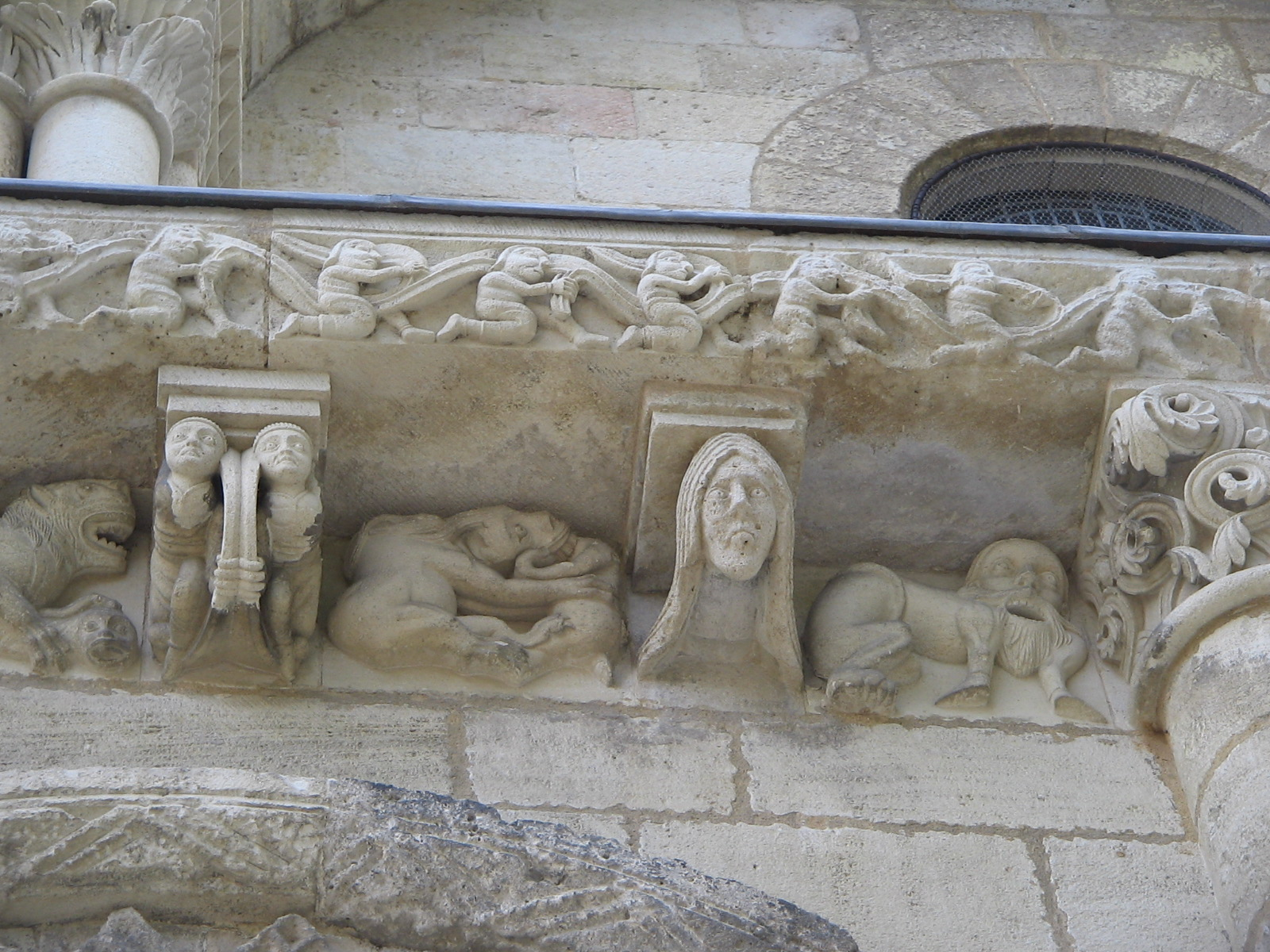
Visages sur l'église de Surgères.
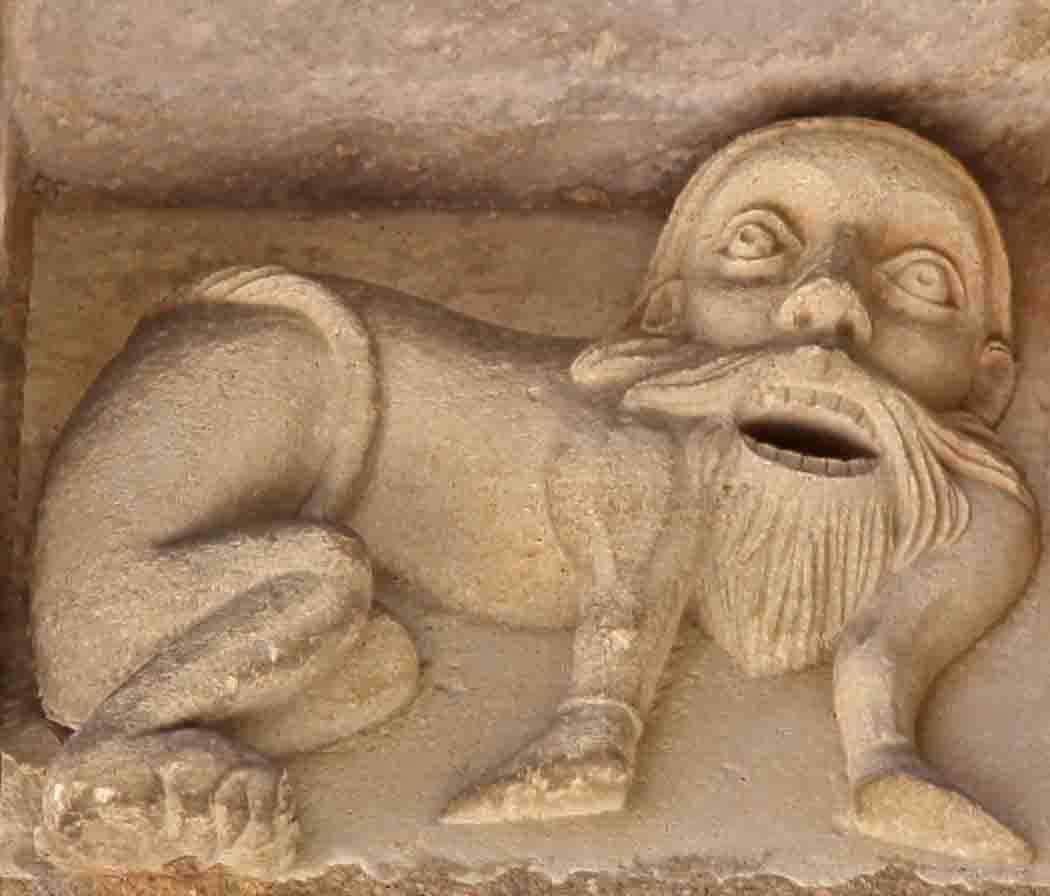
Créature imaginaire.
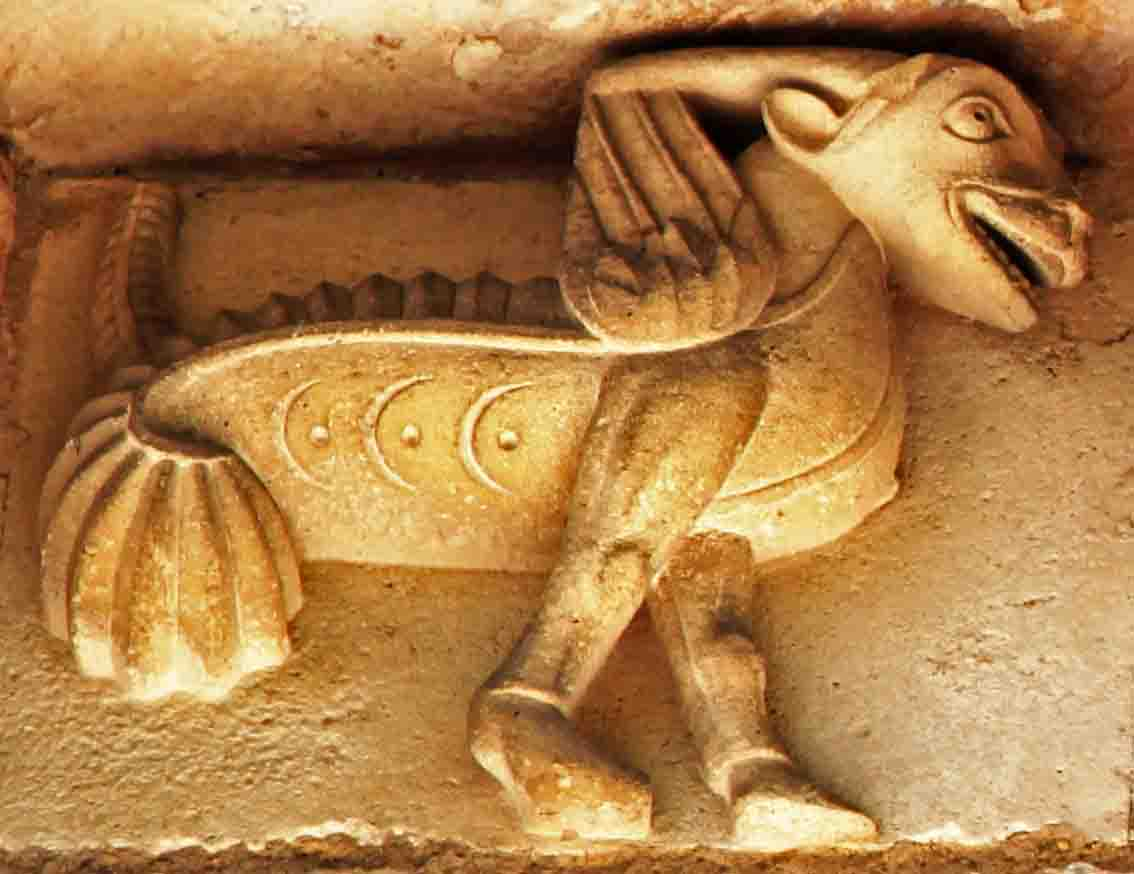
Créature imaginaire.